# Codificació (dret)
El moviment codificador modern va sorgir al món el segle xix. Però aquest moviment va tenir alguns antecedents, en recopilacions o cossos legals. Ho van ser, per exemple, les Lleis de Manu (que daten del segle XIII a.C.) o les regles del Deuteronomi.

## Antecedents

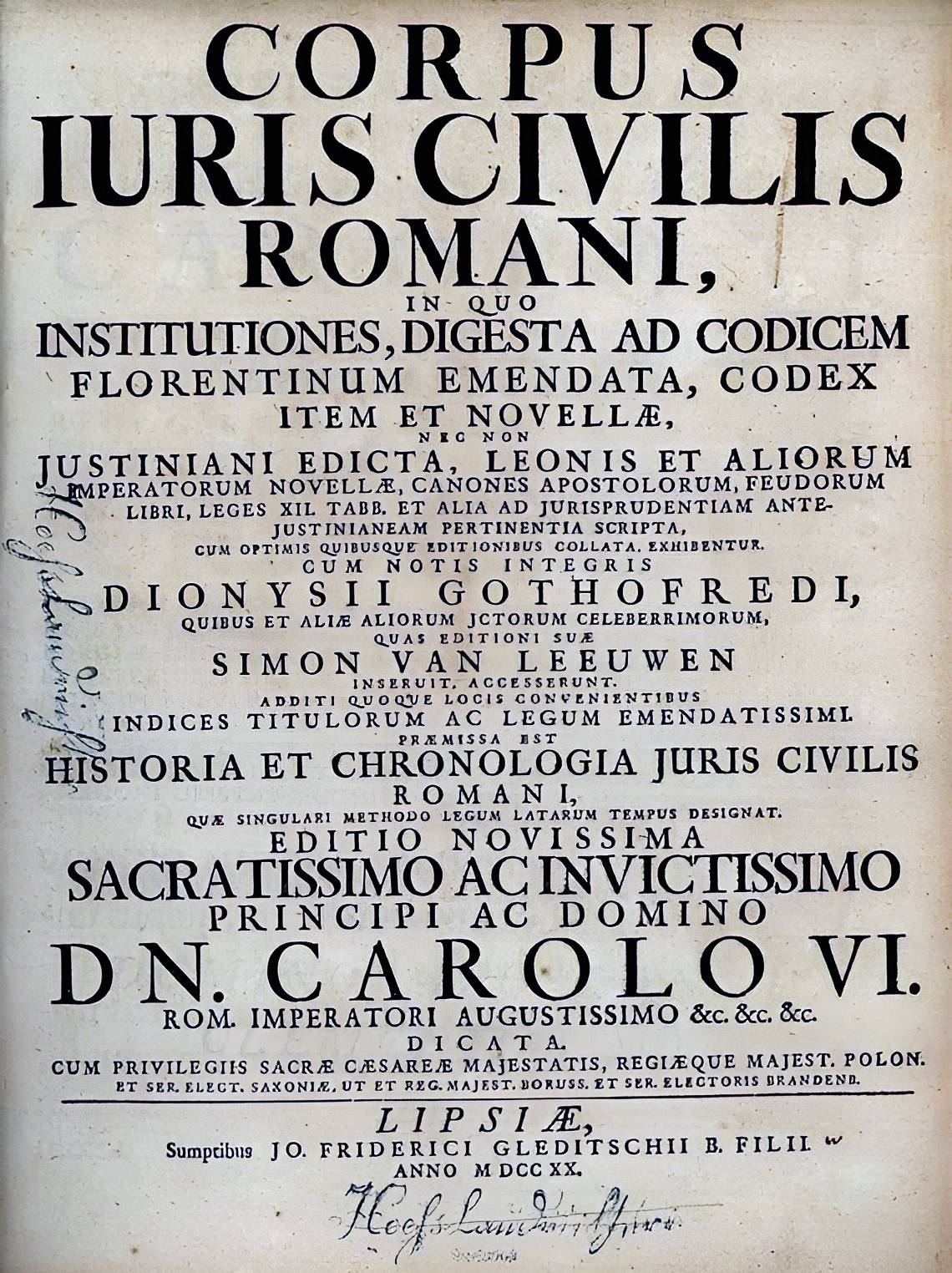
CORPUS IURIS CIVILIS ROMANI. Gothofredus, 1583.

L'antecedent més antic conegut d'un cos legal és el Codi de Hammurabi, dictat pel rei amorreu d'aquest nom al voltant del 1760 a. C., tot i això, es coneixen antecedents incomplets des del segle xxi  a. C.. Malauradament, aquests antecedents no van ser seguits per les civilitzacions i tampoc ho va seguir el dret romà, ja que aquest va trigar bastants segles per ordenar de manera racional les seves lleis.
La primera compilació jurídica important va ser realitzada pels romans, amb els codis gregorià, hermogeniano i teodosià, que van acabar amb l'obra de Justinià impulsada per l'emperador romà d'Orient. L'emperador va sancionar el Corpus juris Civilis, conformat pel Digesto (que tenia lliçons de figures com Papinià, Juli Paulus, Ulpià, Gai, Modestí i Cels), les Institutas (que tenien fórmules de Dret elementals i que fins ara tenen vigència legal) el Codi (que condensava les constitucions dels emperadors anteriors) i les Novel·les (on es troben les constitucions de Justinià).
Mentre que a l'Imperi romà d'Orient s'utilitzava la compilació de Justinià, a l'occident (degut a la caiguda de l'imperi els diferents pobles germànics) utilitzaven una legislació inspirada en el dret romà i en principis ancestrals d'aquests pobles.
Al principi de l'ocupació dels visigots, Espanya mantenia una legislació dividida. La legislació romana era aplicada als hispanorromans i les lleis bàrbares als visigots. Amb les présses de crear una nova legislació unificada necessària, es va crear el Codi de Euric, el Breviari d'Alaric, el Codi de Leovigildo i el Codi de Recesvint.
El Fur Vell de Castella, creat l'any 1212, el Fur Real, de l'any 1254 i les Set partides del 1265, totes creades durant la baixa Edat mitjana, van ser la causa de l'eliminació de la legislació imposada d'Alfons X.

## Moviment codificador
No va ser fins al segle XIX que la majoria de països del món van començar a aprovar els codis civils. La primera llei amb aquesta denominació és el Codex Maximilianeus Bavaricus Civilis de 1756 (de Baviera), que el seguia un cos legal del 1792 que tenia inclosos el dret civil el dret penal, el dret polític i el Allgemeines Landrecht für die Preussischen Staaten (de Federic el Gran). Tot això va ser una forta influència per la legislació posterior. De tota manera, encara no es satisfeien les característiques del moviment codificacor modern del Dret.
El primer codi que podem dir que recull els requisits d'un cos legislatiu modern és el Codi Civil, promolgat per Napoleó l'any 1804. Aquest va ser el model fet a partir de la Il·lustració que va ser recollit i adoptat pels països europeus i americans.
Els tres factors fonamentals que conformen la codiciació francesa són:
- La necessitat d'ordenar les lleis, puix que la diversitat no afavoria l'autoritat d'un poder central. També perquè al nord de París es regnava amb costums germànics, mentre que en el sud es regnava amb Dret romà a través de la glossa del Corpus iuris Civilis.
- L'impuls de la Revolució francesa d'arrasar amb la legislació anterior.
- La filosofia enciclopedista i el pensament jurídic racionalista, que concebia el Dret com un producte de la raó humana, que es concretava en la llei. D'aquesta forma, es creia que el sorgiment d'un codi posaria remei per sempre el desordre que existia en el Dret.